# 259 г. пр.н.е.
259 (двеста петдесет и девета) година преди новата ера (пр.н.е.) е година от доюлианския (Помпилийски) римски календар.

## Събития

### В Римската република
- Консули са Луций Корнелий Сципион и Гай Аквилий Флор.
- Продължава Първата пуническа война:
  - В Сицилия римляните претърпяват поражение от картагенците на Хамилкар при град Терме, след което той превзема Ена и Камарина.[1]
  - Консулът Сципион превзема град Алерия на Корсика.[1]

### В Египет
- Промулгирани са т.нар. „Закони за приходите“ на Птолемей II, които представляват ad hoc регулации целящи да увеличат възможно най-много приходите от най-различни и несвързани помежду си дялове на икономиката.[2]

### В империята на Селевкидите
- Продължава Втората сирийска война между птолемейски Египет и царството на Селевкидите:
  - Антиох II Теос завладява град Милет и остров Самос.[3]

## Родени
- Цин Шъхуан, първият император на Китай (умрял 210 г. пр.н.е.)